# Kamill Balatoni
Kamill Balatoni (1912-1945) fue un deportista húngaro que compitió en piragüismo en la modalidad de aguas tranquilas. Ganó la medalla de plata en el Campeonato Mundial de Piragüismo de 1938 en la prueba de K1 plegable 10 000 m.

## Palmarés internacional
| Campeonato Mundial | Campeonato Mundial | Campeonato Mundial | Campeonato Mundial   |
| Año                | Lugar              | Medalla            | Evento               |
| ------------------ | ------------------ | ------------------ | -------------------- |
| 1938               | Vaxholm (Suecia)   | Medalla de plata   | K1 plegable 10 000 m |